# Pázmány Zoltán
Pázmány Zoltán (Szentgyörgymező, 1869. március 26. – Szilas (Csehszlovákia), 1948. május 21.) eszperantista, jogi- és bölcseleti doktor, jogakadémiai tanár.

## Élete
Középiskoláit Komáromban, Győrött, Esztergomban végezte. Az esztergomi bencés gimnáziumban érettségizett. Rómában három évig a pápai Gergely-egyetemen bölcseletet, hallgatott, végül 1890-ben Budapesten szerzett bölcseleti és jogi doktori oklevelet. Szabadkán volt joggyakornok, majd Bács-Topolyán, Fiuméban királyi aljegyző, 1896-tól a kecskeméti evangélikus református jogakadémián, 1903 óta pedig Pozsonyban a római jog rendes tanára s a budapesti egyetem magántanára. Több ízben tett nagyobb utazást külföldön és látogatta az ottani nagyobb egyetemeket, a párizsit, londonit, lipcseit, zürichit és bécsit. A német lovagrend kis keresztese, a római Arkadia-akadémia tagja, városi hites fordító, a jogi vizsgáló bizottság elnöke, Szilas község Pázmány-könyvtárának alapítója.
Saját neve, Excelsior és Mac Donald álnevek alatt sok eredeti s fordított szépirodalmi s szakcikket írt a komáromi, szegszárdi, bács-topolyai, kecskeméti, pécsi s debreceni lapokba; a Győri Közlönyben, a Jogban több eredeti s francia, német, olasz, angol, svéd és orosz költőkből fordított költeményei jelentek meg; egy-két genealógiai és heraldikai cikket is írt.

## Munkái
- Rosmini-Serbati tana az eszmék eredetéről. Bpest, 1890. Online
- Hypnotizmus. Győr, 1892.
- A haszonélevezet a római jogban. Kecskemét, 1901.
- Követelések feletti zálogjog. Uo. 1903.
- A szilasi és laki Pázmány-Nemzetség. Pozsony, 1904.
- A római jog institutiói I – VI. rész, Pozsony, 1908 – 1910
- Il diritto romani in Ungheria, Pozsony, 1913
- Újabb adatok a papyrológiában, Pécs, 1933